# 행정 구역

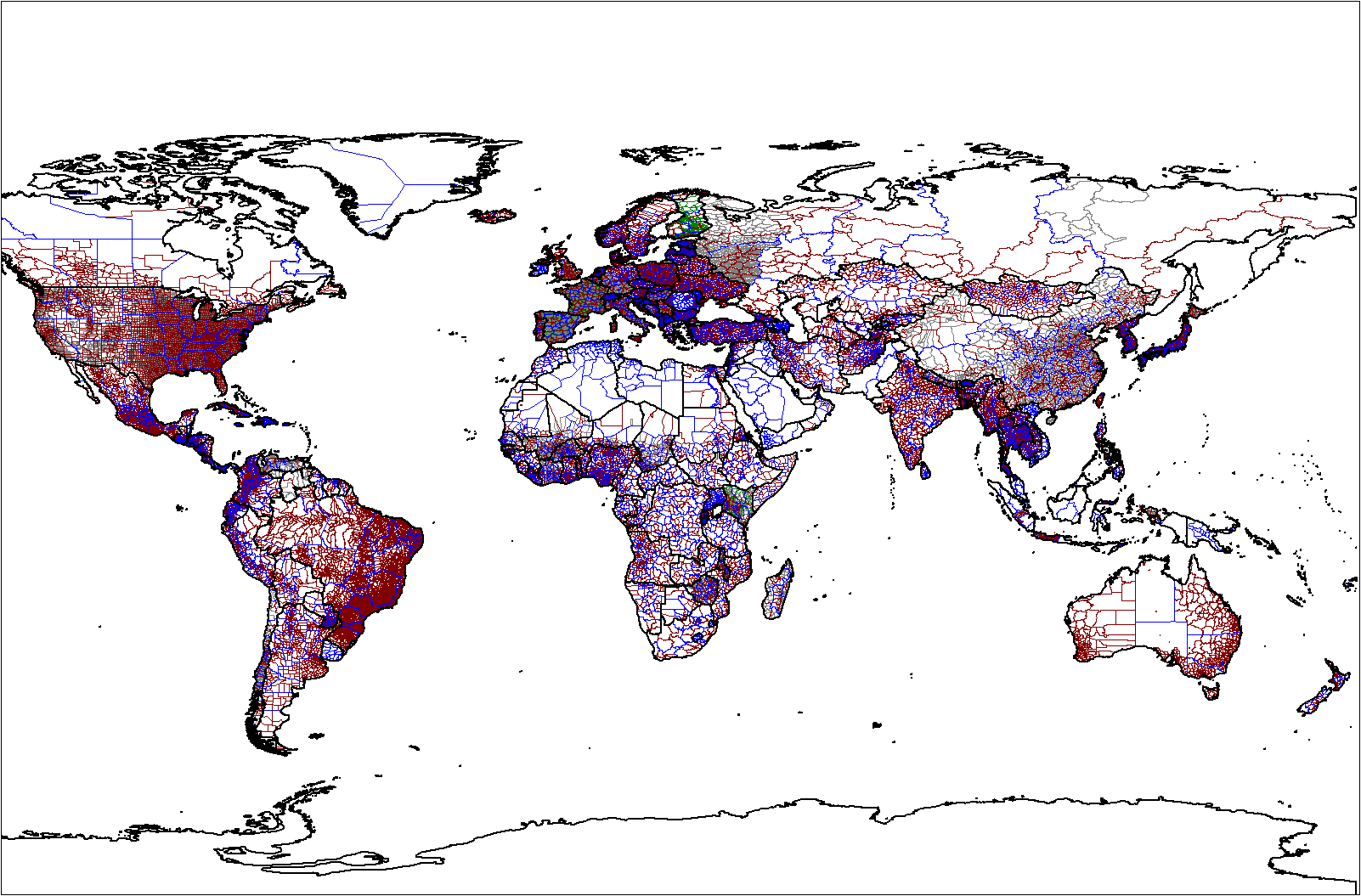
세계의 행정 구역

행정 구역(行政區域, administrative division)은 국가가 원활한 행정을 수행하기 위해 만든 지역 구분을 말한다.
이러한 단위는 일반적으로 해당 영역에 대한 행정 또는 정책 결정을 내릴 수 있는 권한을 가진 행정 권한을 갖는다. 일반적으로 국가에는 여러 수준의 행정 구역이 있다.
행정 구역의 정확한 수와 그 구조는 국가별로(때로는 단일 국가 내에서도) 크게 다르다. 일반적으로 국가가 작을수록(면적 또는 인구 기준) 행정 구역 수준이 낮다. 예를 들어 바티칸에는 행정 구역이 없고 모나코에는 1단계만 있는 반면 프랑스와 파키스탄 같은 국가에는 각각 5단계가 있다. 미국은 주, 속령, 준주 및 연방 지구로 구성되어 있으며 각 구역에는 다양한 수의 구역이 있다.
국가의 주요 행정 구역은 때때로 "1급 행정 구역"으로 호칭한다. 다음 세분은 "2급 행정 구역" 등으로 불린다.
행정 구역은 종속 영토와 개념적으로 분리되어 전자는 국가의 필수 부분이고 다른 하나는 통제가 덜한 형태이다. 그러나 "행정 구역"이라는 용어에는 속해 있는 영토와 승인된 행정 구역(예: 지리적 데이터베이스)이 포함될 수 있다.

## 같이 보기
- ISO 3166-2
- 나라별 행정 구역 목록